# Saint-Christophe-du-Jambet
Saint-Christophe-du-Jambet is een gemeente in het Franse departement Sarthe (regio Pays de la Loire) en telt 193 inwoners (2005). De plaats maakt deel uit van het arrondissement Mamers.

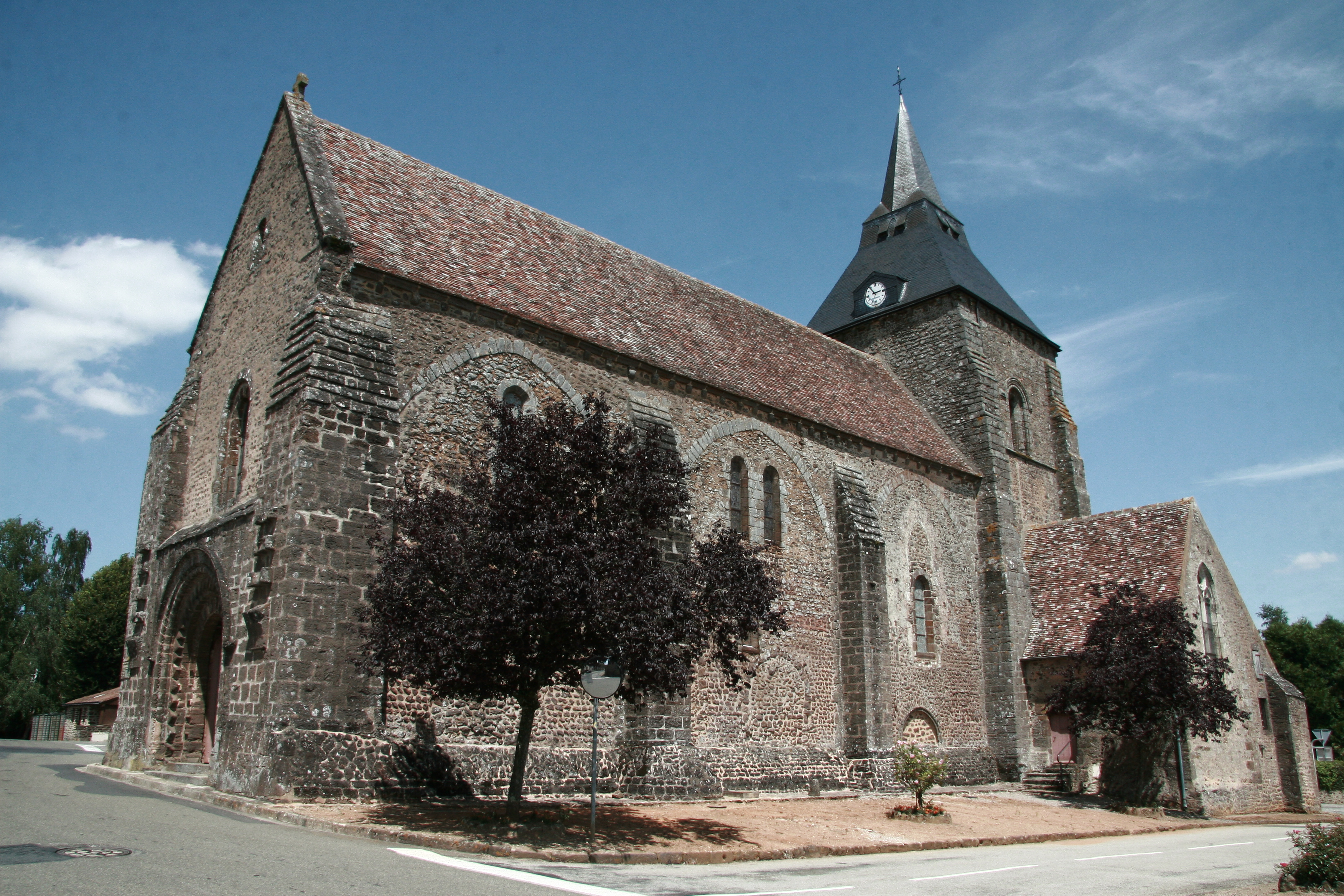
Kerk van Saint-Christophe-du-Jambet

## Geografie
De oppervlakte van Saint-Christophe-du-Jambet bedraagt 11,4 km², de bevolkingsdichtheid is 16,9 inwoners per km².
De onderstaande kaart toont de ligging van Saint-Christophe-du-Jambet met de belangrijkste infrastructuur en aangrenzende gemeenten.

## Demografie
Onderstaande figuur toont het verloop van het inwonertal (bron: INSEE-tellingen).